# Ousmane Berthé
Ousmane Berthé (sinh ngày 5 tháng 2 năm 1987) là một cầu thủ bóng đá người Mali hiện tại thi đấu cho Muaither SC.

## Sự nghiệp câu lạc bộ
Vào tháng 7 năm 2008, Berthé gia nhập Jomo Cosmos ở  Premier Soccer League của Nam Phi. Berthé thi đấu trận đấu tiên vào ngày 8 tháng 8 năm 2009 cho Jomo Cosmos trước Platinum Stars, thi đấu 66 phút trước khi bị thay ra, trận đấu kết thúc với tỉ số hòa 0-0.